# Nanteuil-lès-Meaux
 Nanteuil-lès-Meaux  es una población y comuna francesa, en la región de Isla de Francia, departamento de Sena y Marne, en el distrito de Meaux y cantón de Meaux-Sud.

## Demografía
| 2181 | 2431 | 2828 | 2920 | 4339 | 5009 |
| Para los censos de 1962 a 1999 la población legal corresponde a la población sin duplicidades (Fuente: INSEE [Consultar]) |      |      |      |      |      |